# Asociación Argentina de Polo
La Asociación Argentina de Polo (AAP) es el ente rector del polo en la Argentina. Es una asociación civil sin fines de lucro constituida el 14 de septiembre de 1922 en la Ciudad de Buenos Aires.
La asociación tiene su sede central en la Ciudad de Buenos Aires y está encabezada por el Consejo Directivo, que se conforma con un presidente, un vicepresidente y trece consejeros. El presidente actualmente en funciones es Eduardo Novillo Astrada (h). Varias subcomisiones se configuran para cumplir las tareas.
La AAP organiza el torneo de polo más importante del mundo, el Campeonato Argentino Abierto de Polo, que se disputa en el Campo Argentino de Polo de la Ciudad de Buenos Aires. Asimismo, supervisa los torneos de polo restantes en Argentina, establece las reglas para el polo en Argentina y es responsable de la interpretación en caso de duda, impone medidas disciplinarias y decide sobre las hándicap de los jugadores activos en Argentina.
La AAP está afiliada a la Federación Internacional de Polo (FIP), ente rector del polo a nivel mundial y al Comité Olímpico Argentino.

## Selección nacional
La selección argentina de polo, es la selección más exitosa en este deporte en todo el mundo, al año 2018, lleva ganados cinco campeonatos, dos subcampeonatos y un tercer puesto. El detalle de su participación en la copas mundiales es el siguiente:
El primer campeonato mundial se disputó en Buenos Aires (Argentina) en 1987 en el que Argentina derrotó a México en la final y se convirtió en el primer equipo nacional en ser campeón mundial en el polo moderno. En 1989 ocho selecciones nacionales disputaron la segunda copa , esta vez Argentina no llegó a la final, alcanzando el tercer lugar. En la final, Estados Unidos derrotó a Inglaterra, siendo hasta el momento la única vez que una selección no sudamericana obtiene el campeonato mundial. 
El tercer campeonato mundial se realizó en Santiago (Chile) en 1992. El título nuevamente fue para la selección argentina, que derrotó al conjunto local en las canchas del Club de Polo y Equitación San Cristóbal, ubicado en la comuna de Vitacura. La cuarta copa, disputada en Sankt Moritz (Suiza) en 1995, significó el primer título para Brasil que derrotó al seleccionado argentino en la final.
El quinto campeonato mundial se disputó en Santa Bárbara (California) en 1998. Argentina derrotó a Brasil en la final alzando su tercera copa y coronándose como los más ganadores en la historia de los mundiales. La sexta copa se desarrolló en Melbourne (Australia) en 2001. Brasil derrotó a Australia en la final, alcanzando el seleccionado argentino la tercera ubicación. 
En el séptimo campeonato, llevado a cabo en Chantilly (Francia), la selección brasileña alcanzó su tercer título, empatando en títulos con Argentina, y por primera vez en la historia Argentina quedaba eliminada en primera ronda. En la disputa por la octava copa, llevada a cabo en Ciudad de México en 2008, se coronó campeón Chile por primera vez en su historia derrotando al campeón defensor Brasil. Argentina por primera vez no clasificó a un mundial, quedando eliminada en las clasificatorias sudamericanas —hasta entonces, Argentina era la única selección en disputar todas las fases finales de los mundiales—.
En 2011 el noveno campeonato mundial se disputó en San Luis (Argentina). Allí el conjunto local venció a Brasil en la final, alcanzando su cuarta corona y ubicándose nuevamente a la cabeza de todas las selecciones. En 2015, la décima copa se disputó nuevamente en Santiago (Chile), donde la selección local venció a su similar estadounidense, logrando su segundo título mundial, quedando nuevamente Argentina fuera de los cuatro primeros.
El undécimo campeonato, disputado en 2017 en Sídney (Australia), fue ganado por Argentina, que obtuvo su quinto título mundial.

### Resumen mundialista
| Campeonato Mundial de Polo | Campeonato Mundial de Polo | Campeonato Mundial de Polo | Campeonato Mundial de Polo | Campeonato Mundial de Polo | Campeonato Mundial de Polo |
| -------------------------- | -------------------------- | -------------------------- | -------------------------- | -------------------------- | -------------------------- |
| 1987:                      | Medalla de oro             | 1989:                      | Medalla de bronce          | 1992:                      | Medalla de oro             |
| 1995:                      | Medalla de plata           | 1998:                      | Medalla de oro             | 2001:                      | Medalla de bronce          |
| 2004:                      | 1.ª ronda                  | 2008:                      | No clasificó               | 2011:                      | Medalla de oro             |
| 2015:                      | 1.ª ronda                  | 2017:                      | Medalla de oro             | 2022:                      | 4.º lugar                  |
|                            |                            |                            |                            |                            |                            |